# Heinz Isler

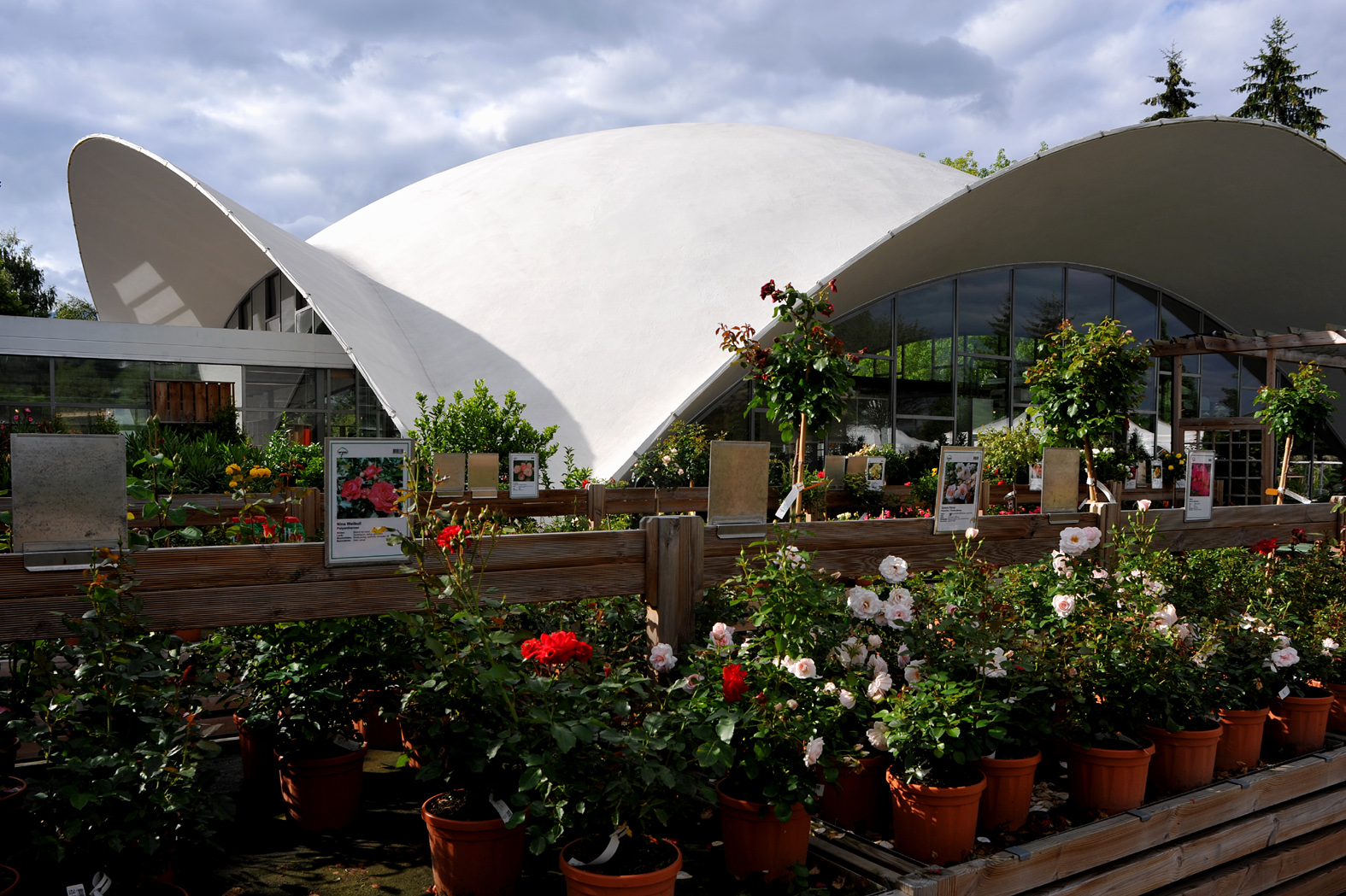
Gartencenter Wyss, Zuchwil (1962)

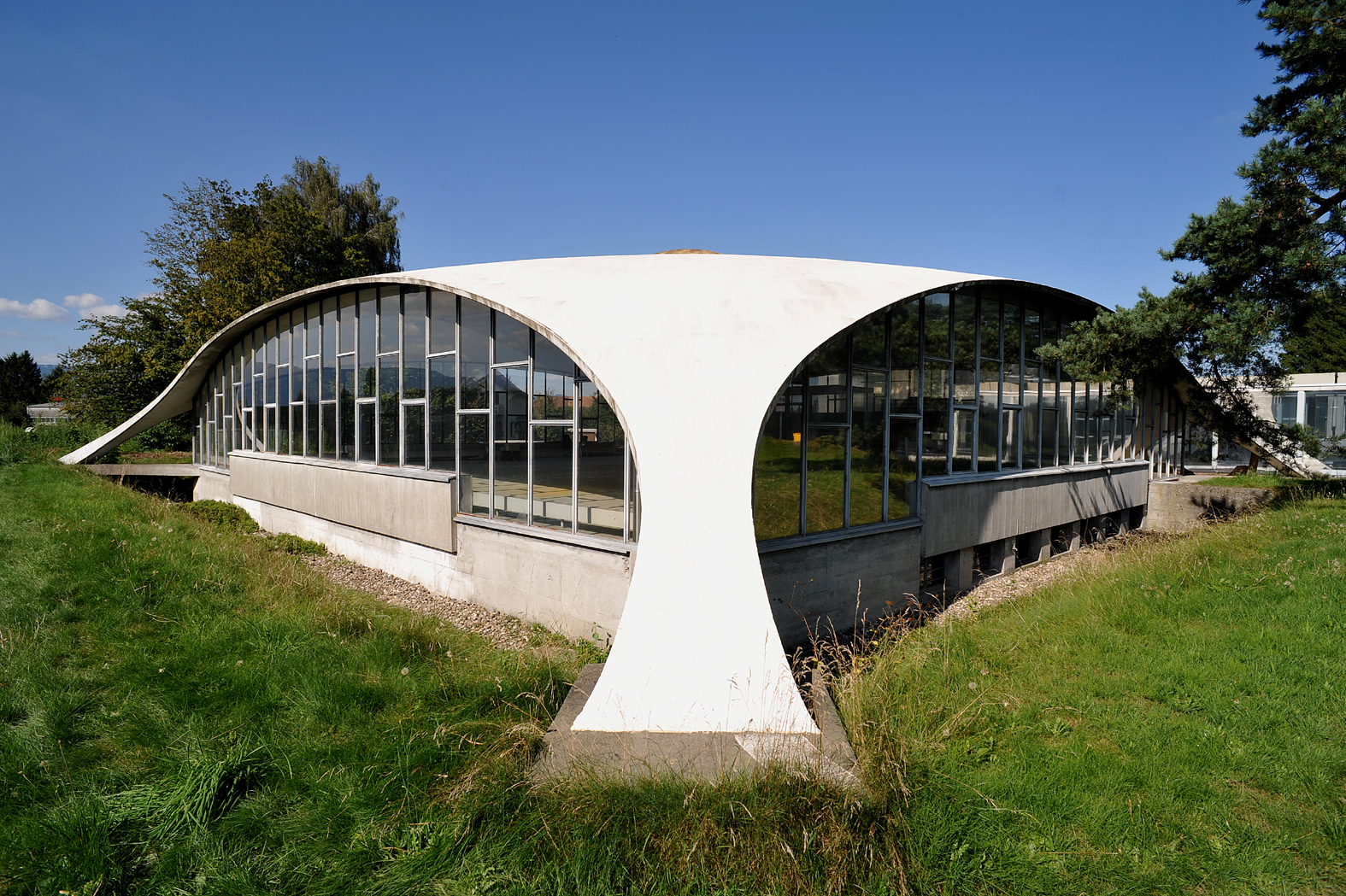
„Kilcherschale“, Recherswil (1965)

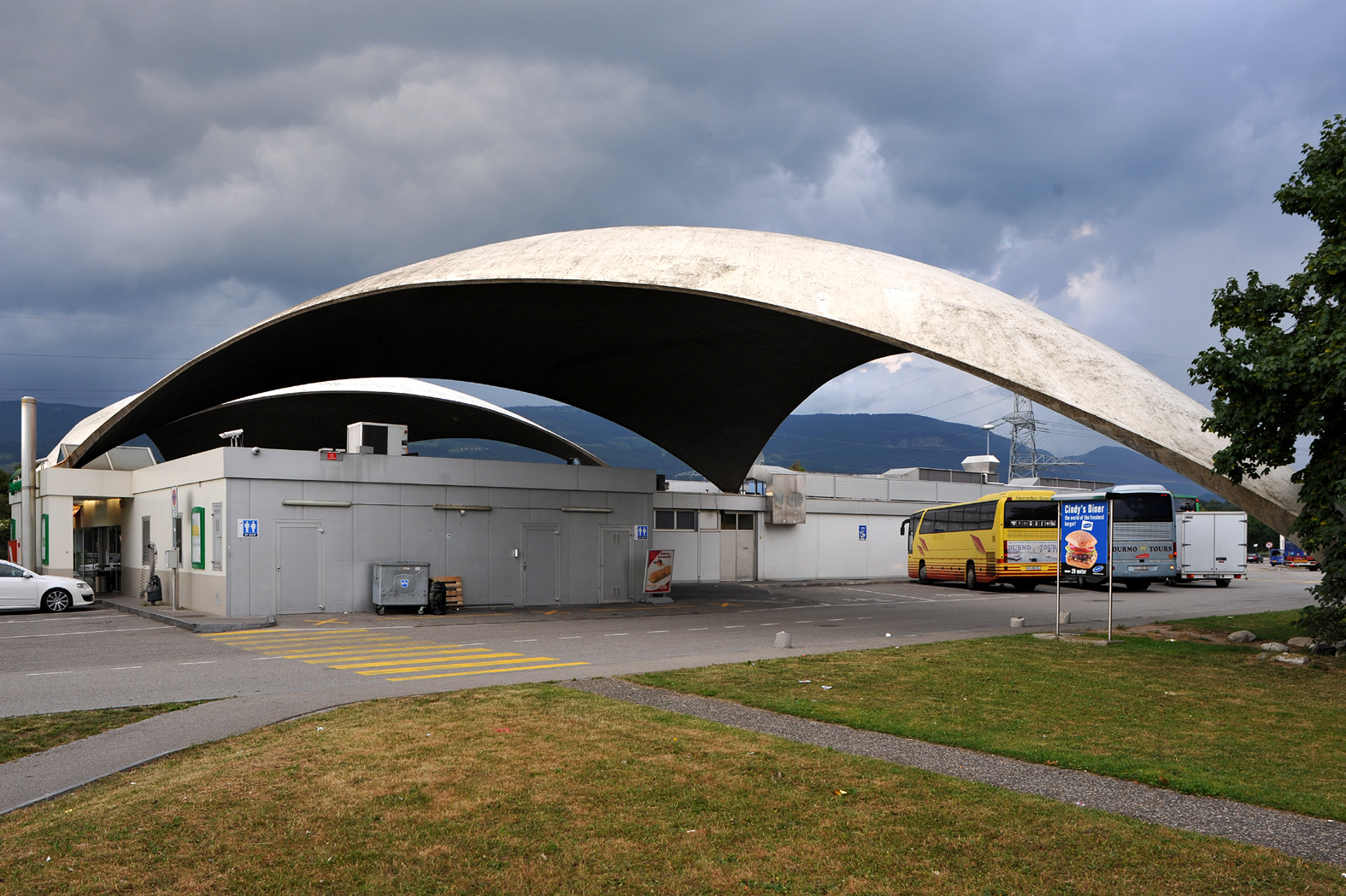
Raststätte, Deitingen Süd (1968)

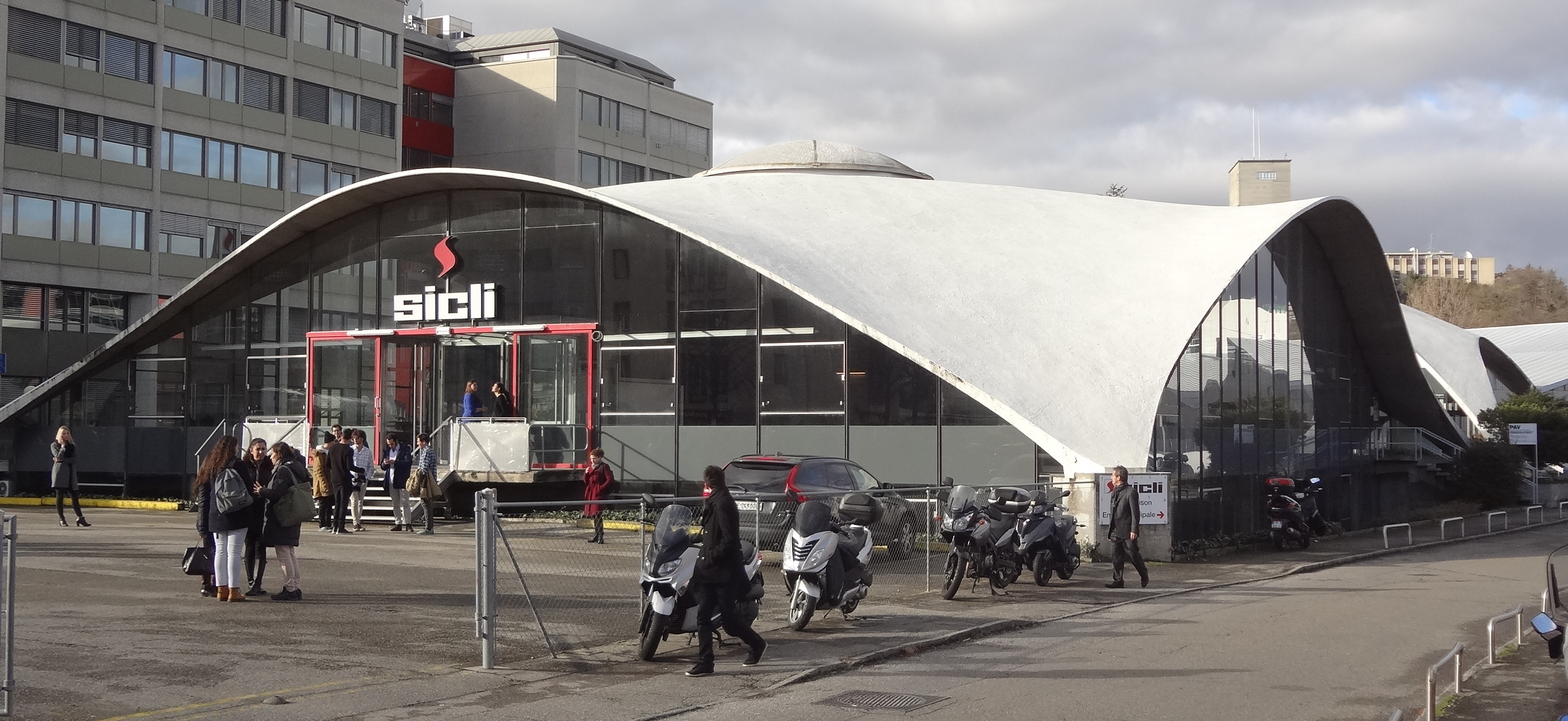
„Pavillon Sicli“, Carouge bei Genf (1969)

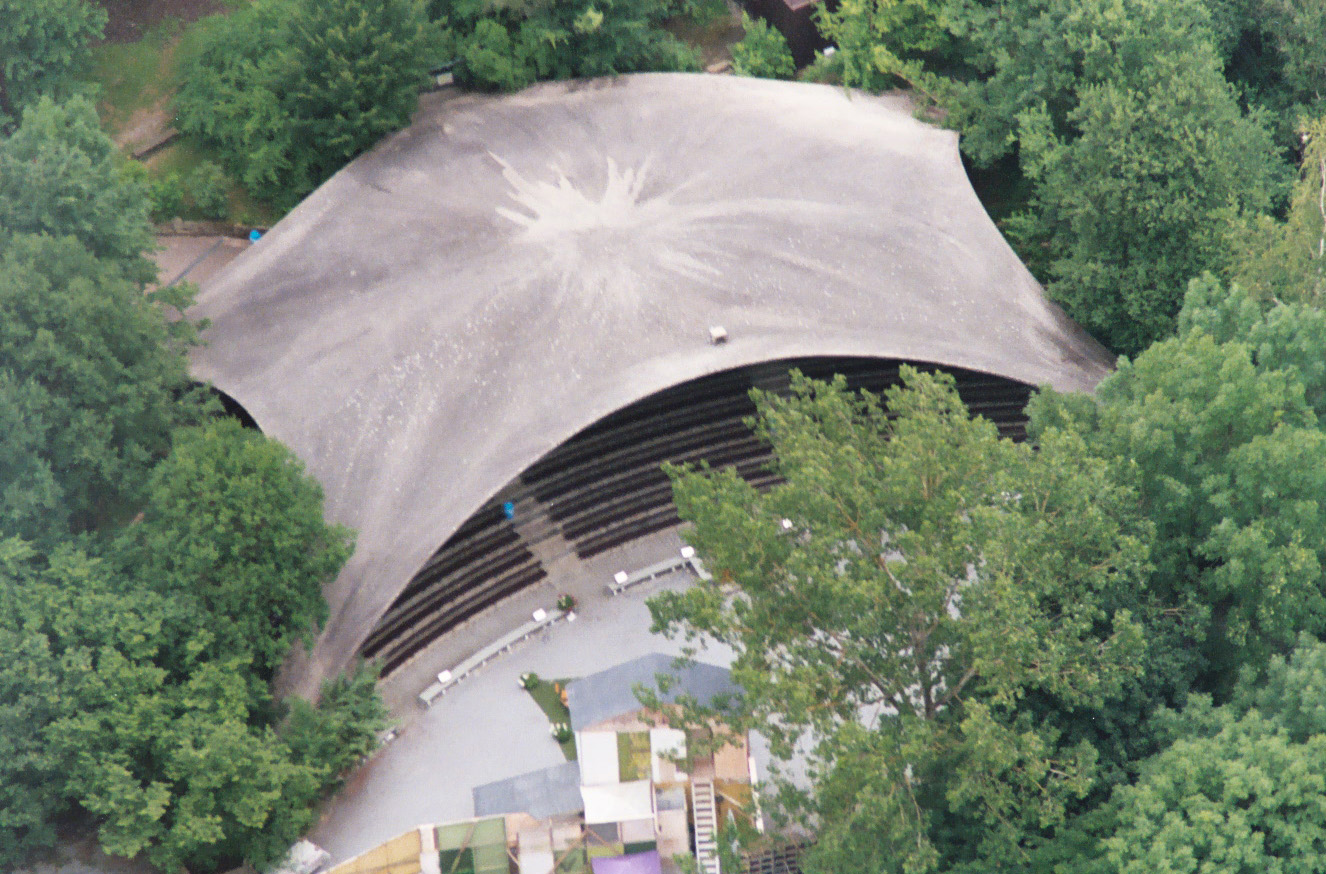
Naturtheater Grötzingen, Aichtal (1977)

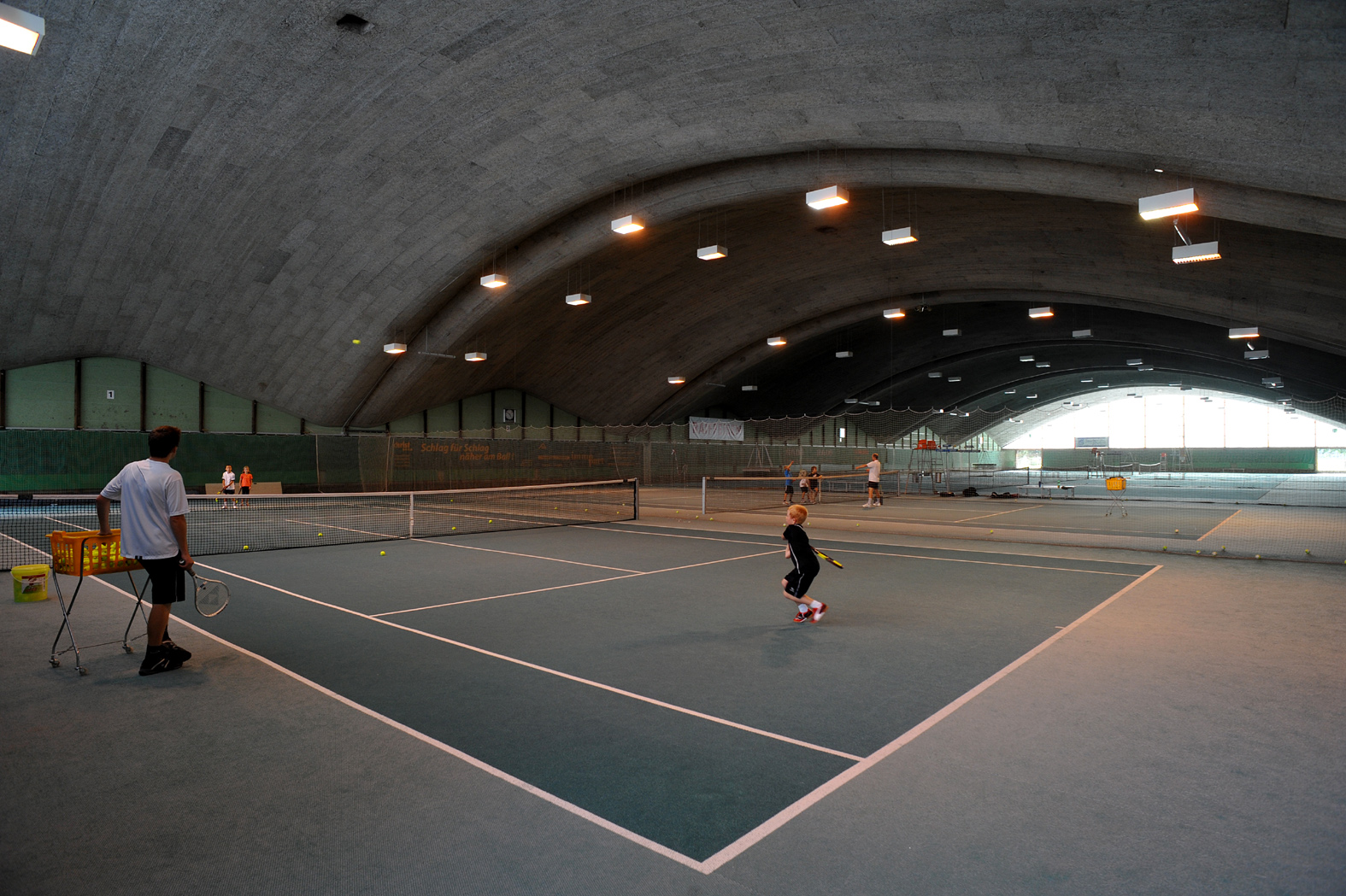
Tennishalle, Grenchen (1978)

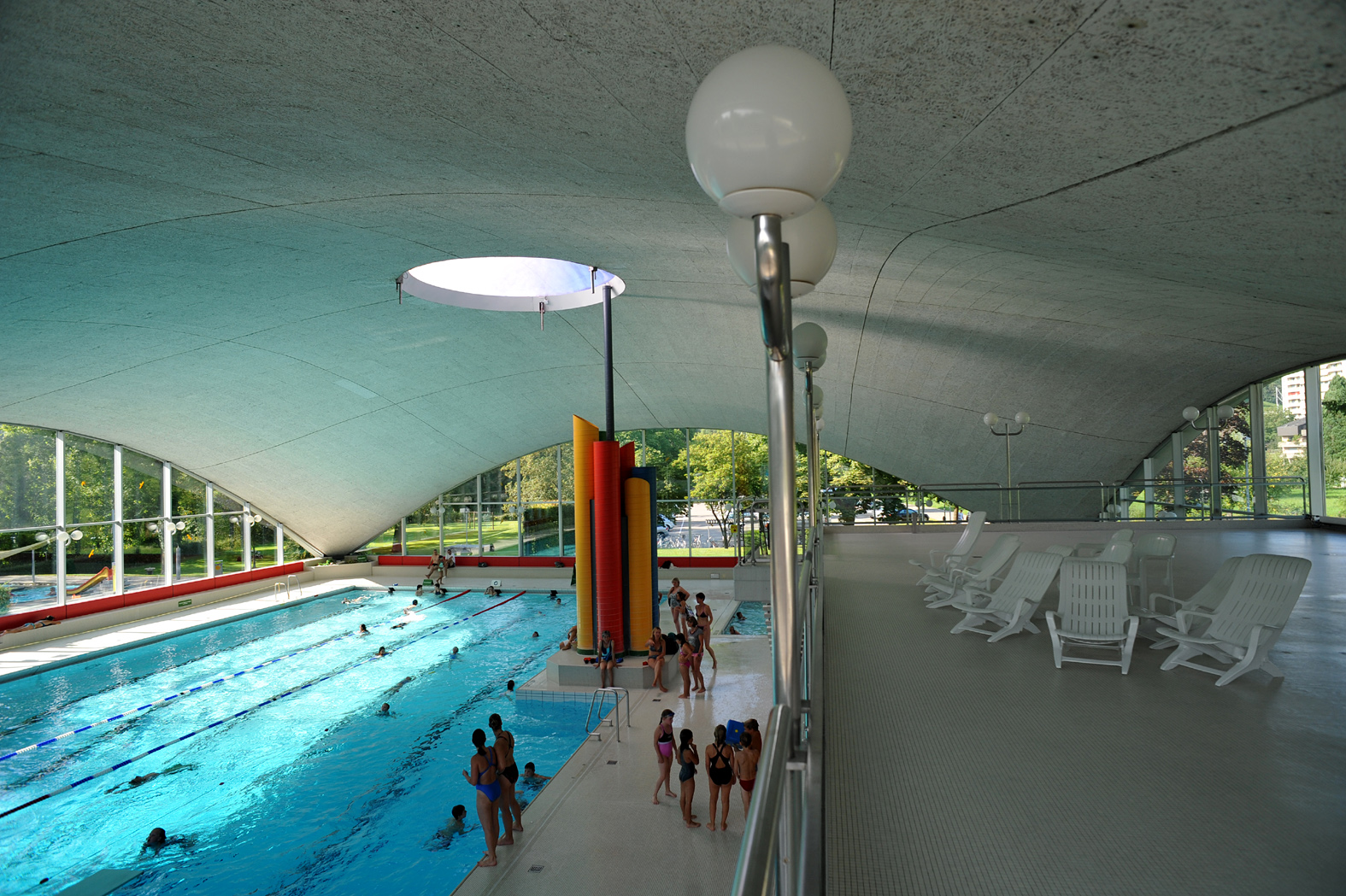
Hallenbad, Brugg (1981)

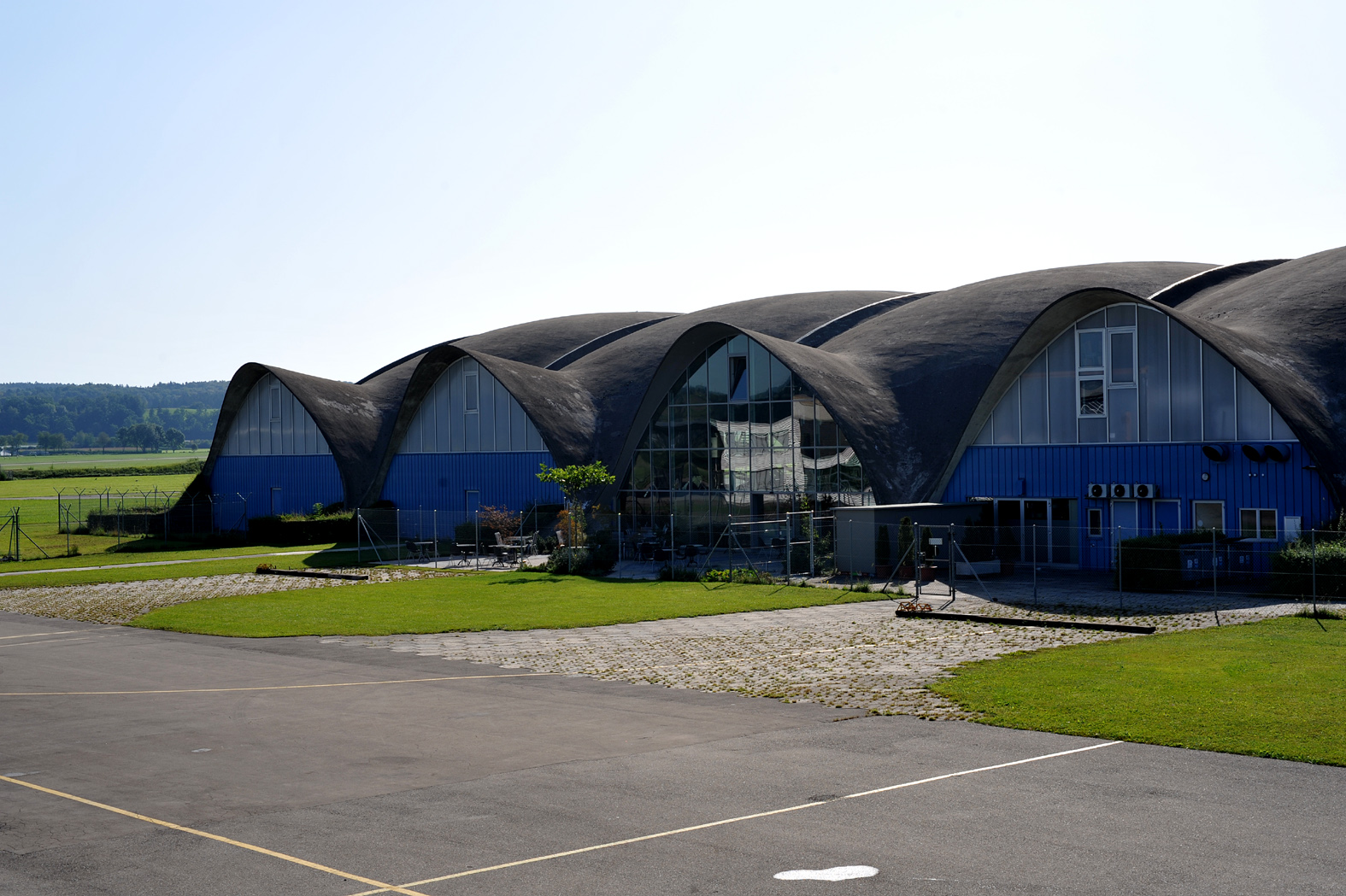
Flieger- und Flabmuseum Dübendorf (1986)

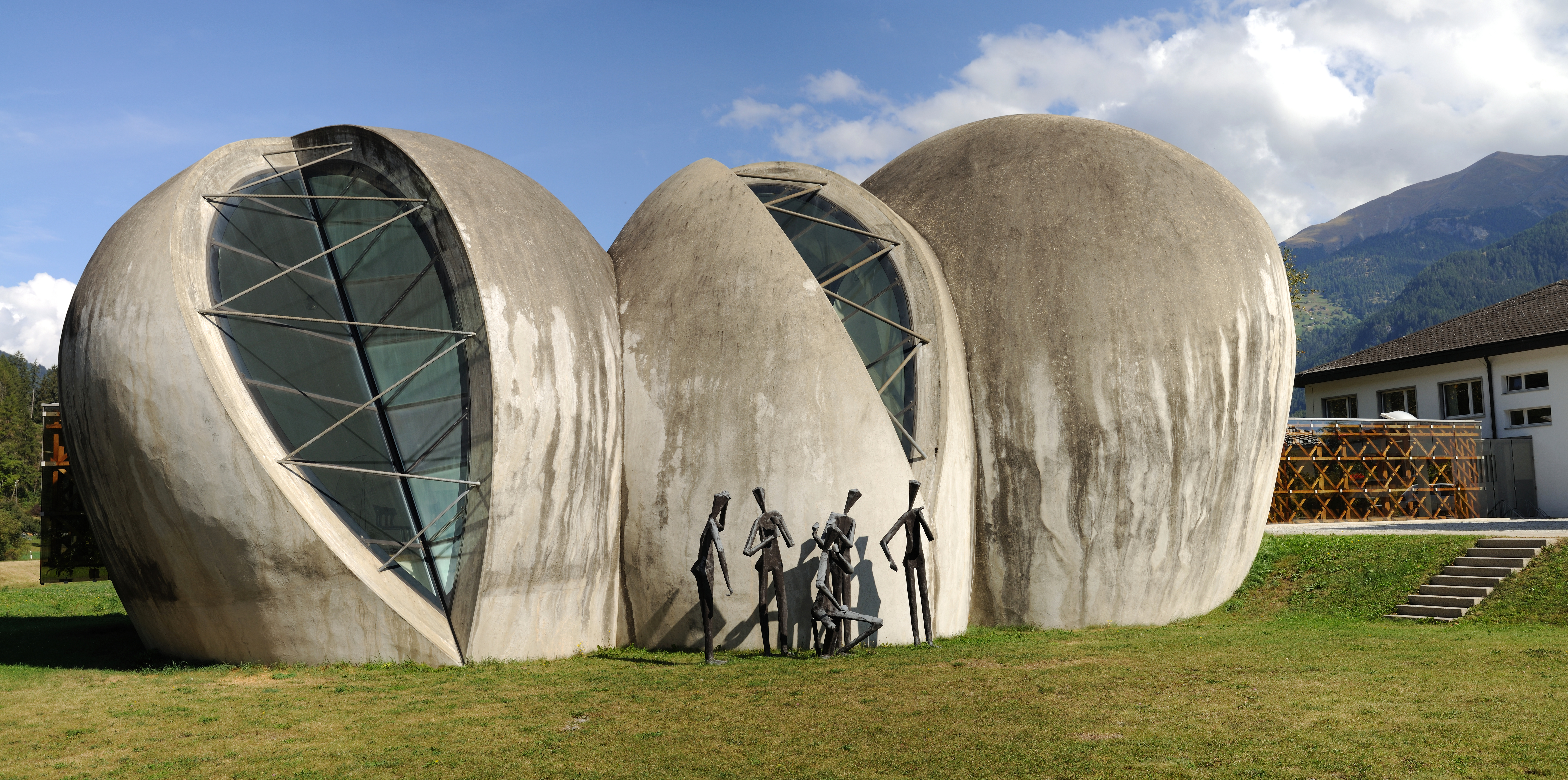
Steinkirche Cazis von Süden (2002)

Heinz Isler (* 26. Juli 1926 in Zollikon; † 20. Juni 2009 in Bern) war ein Schweizer Bauingenieur. Mit über 1400 geplanten und realisierten Schalentragwerken gilt er als der weltweit bedeutendste Schalenbauer. Zusammen mit Robert Maillart, Othmar Ammann und Christian Menn wird er zu den wichtigsten Schweizer Bauingenieuren des 20. Jahrhunderts gezählt.

## Leben
Nach dem Besuch einer Kantonsschule in Zürich begann Isler 1945 das Studium des Bauingenieurwesens an der ETH Zürich, welches er 1950 mit dem Diplom abschloss. Anschliessend war er drei Jahre als Assistent an der ETH Zürich bei Professor Pierre Lardy beim Aufbau der Modellwerkstatt des Statiklehrstuhls tätig. Es folgte für neun Monate ein Studium der Kunstmalerei an der Kunstgewerbeschule Zürich, ehe er 1954 in Burgdorf als selbstständiger Ingenieur mit dem Entwurf von Schalen begann.
Aufgrund von Naturbeobachtungen und nicht mit mathematischen Definitionen entwickelte Isler die optimalen Formen von dünnwandigen, allseitig gekrümmten Schalen aus Stahlbeton, die als Dächer verwendet werden. Zum Beispiel ergab sich aus hängenden Tüchern, versteift und umkehrt die Geometrie von Schalendächern mit freier Form, die unter Eigengewicht als Schnittgrössen nur Druckkräfte aufweisen. Aus der aufgeblasenen Membran entstanden Buckelschalen, die Grundrisse von 54 Meter × 58 Meter mit 15 bis 19 Zentimeter dicken Stahlbetonschalen überspannen. Mit diesen Methoden entwarf und konstruierte Isler über 1400 Schalentragwerke. An Modellen wies er meist die ausreichende Standsicherheit nach. Ausserdem legte er den Bauablauf fest, überwachte die Bauausführung und beobachtete jahrelang das Tragverhalten der Schalen. Die Schalenformen weisen überwiegend Druckspannungen auf und bleiben somit praktisch ohne Risse, weshalb auf Beschichtungen meist verzichtet wurde.
Isler gehörte zum Team von Behnisch & Partner, das 1967 mit einem Zeltdachentwurf den Wettbewerb um das Olympiagelände in München gewann. Auch an der Realisierung war er beteiligt. Er arbeitete vor allem an dem massiven Stadionrund mit.

## Bauwerke
unter anderem
- Die Freiformschale des Ausstellungsgebäudes der Wyss Samen und Pflanzen in Zuchwil, Kanton Solothurn, aus dem Jahr 1962 war die erste grössere Schale Islers. Die Konstruktion ist vierpunktgelagert und überspannt mit Grundrissabmessungen von 25 × 25 Meter eine Fläche von 650 Quadratmetern. Die 7 Zentimeter dicke Schale weist an jeder Seite versteifende Kragträger auf, die 6 Zentimeter dick sind.[3] Im Jahr 2007 wurde die Betonschale unter kantonalen Denkmalschutz gestellt.
- Im Jahr 1965 kam die Dachschale für die Firma Kilcher in Recherswil zur Ausführung. Die vierpunktgestütze Schale mit freien Rändern weist Abmessungen von 25 × 25 Meter auf.[4]
- Die beiden dreieckigen Schalenflügel über der Autobahnraststätte Deitingen-Süd an der Autobahn A1 entstanden 1968. Sie wurden aus dem Hängeprinzip entwickelt und weisen bei einer maximalen Höhe von 11,5 Meter Abmessungen von jeweils 26 × 31,60 Meter auf.[5]
- Die Überdachung des Naturtheaters Grötzingen besteht aus einer Schale, die auf fünf Punkten gelagert ist. Die Schale wurde 1977 errichtet. Sie weist bei einer Dicke von 9 bis 12 Zentimeter Abmessungen von 28 × 42 Meter auf und überdacht eine Fläche von 600 Quadratmetern.[6]
- Die Tennishalle von Grenchen wurde 1978 mit vier nebeneinander angeordneten Schalen mit Abmessungen von jeweils 47 Meter Länge und 17,3 Meter Breite. Im Jahr 1993 wurde die Halle um zwei Schalen erweitert.[7]
- Die Freiformschale des Hallenbades in Brugg entstand 1981 aus dem Hängeprinzip. Sie ist an vier Ecken gestützt und weist Abmessungen von 35 × 35 Meter auf.[8]
- Das Dach des Flieger-Flab-Museum in Dübendorf besteht aus vier nebeneinander angeordneten Schalen mit Abmessungen von jeweils 51,7 Meter Länge und 18,7 Meter Breite.[9]
- Eine Serie von pentagonalen Freiformschalen für die Gartencenter-Kette Les Florélites Clause (1987 von Truffaut übernommen) rund um Paris.[10]
- Die Betonschalenskulptur mit Lichtschlitzen der Steinkirche Cazis entstand 1996/1997 unter Mitwirkung Islers nach einem Entwurf des Architekten Werner Schmidt.
- Die Hyperbolische Paraboloidschale der Heilig-Geist-Kirche in Lommiswil entstand 1967.

## Rezeption
Das Museum Langenthal widmete Isler im Jahr 2020 eine Sonderausstellung unter dem Titel Natürlicher Schwung.

## Ehrungen
Im Jahr 1983 hatte Heinz Isler auf Antrag der Abteilung für Bauingenieurwesen die Ehrendoktorwürde der ETH Zürich erhalten und wurde im gleichen Jahr Honorarprofessor an der Architekturfakultät der Universität Karlsruhe. Isler war Ehrenmitglied der Internationalen Vereinigung für Schalenkonstruktionen (IASS), auf deren Gründungskongress 1959 er einen ersten internationalen Vortrag über seine Schalenkonstruktionen hielt. 2006 erhielt er die Freyssinet-Medaille.